# 力行社 (香港)
力行社(英語：Activist Association)是香港一個註冊地區團體，多次舉辦皇者之戰馬拉松及龍舟比賽，由前沙田富龍區議會羅光強於1997年創辦。

## 外部連結
- 官方網站（页面存档备份，存于）
- 皇者之戰馬拉松2018 Win Win Run 2018 - 力行社 （页面存档备份，存于）